# Lathicerus cimex
Lathicerus cimex is een rechtvleugelig insect uit de familie Lathiceridae. De wetenschappelijke naam van deze soort is voor het eerst geldig gepubliceerd in 1888 door Saussure.